# Joaquín Ancona Albertos
Joaquín Ancona Albertos (1893 - 1971) fue un maestro, matemático y periodista mexicano, nacido en Mérida, Yucatán, y fallecido en la ciudad de Puebla, hijo póstumo del prócer yucateco Eligio Ancona. Fue rector de la Universidad de Yucatán.

## Datos biográficos
Estudió ingeniería civil en Mérida, Yucatán, México. Ocupó diversos cargos públicos en ese estado, entre los que estuvo ser director de la Biblioteca Manuel Cepeda Peraza en la ciudad de Mérida. Fue nombrado por el general Salvador Alvarado director de la Voz de la Revolución, periódico donde ejerció el oficio de periodista y desde donde apoyó, en Yucatán, la causa constitucionalista encabezada por Venustiano Carranza. Años más tarde fue rector de la Universidad de Yucatán entre 1936 y 1942. Fue durante largo tiempo catedrático de matemáticas y cosmografía. 
Vivió desde 1944 en la ciudad de Puebla, donde fue catedrático de la Universidad de Puebla. Fue colaborador (1944-1946) del observatorio de Tonantzintla. Autor de varias obras didácticas. Miembro del Ateneo de Ciencias y Artes de México y de la Sociedad Astronómica de México.